# Паршин, Николай Иванович (футболист)
Никола́й Ива́нович Па́ршин (28 января 1929, Москва — 16 декабря 2012, Москва) — советский футболист и тренер.

## Биография
Известный в прошлом игрок «Спартака». Трижды чемпион СССР и обладатель Кубка СССР. Мастер спорта СССР (1955). Заслуженный тренер России, награжден медалью Ордена «За заслуги перед Отечеством» II степени (1995).
Сыграл один товарищеский матч за сборную СССР 21 августа 1955 года против ФРГ и забил гол с передачи Бориса Татушина.
По собственным словам, был кандидатом в олимпийскую сборную, выигравшую олимпийский футбольный турнир 1956 года, но из-за травмы височной кости, полученной 28 августа в игре с «Локомотивом», пропустил остаток сезона, а вместо него в Мельбурн отправили Йожефа Бецу.
22 июня 1957 года Николай Паршин и Валентин Ивакин (будучи игроками команды «Спартак» Москва) выступали за команду «Крылья Советов» (Куйбышев) в международном товарищеском матче с бразильской командой «Баия» из города Сан-Сальвадор.

## Достижения
- Чемпион СССР: 1952, 1953, 1956
- Обладатель Кубка СССР: 1950